# Nieuw Eskişehirstadion
Het Nieuw Eskişehirstadion (Turks: Yeni Eskişehir Stadyumu) is een multifunctioneel stadion in Eskişehir, een stad in Turkije. De bouw van het stadion begon in 2013 en eindigde in 2016. Het stadion werd geopend in 2016. In het stadion is plaats voor 34.930 toeschouwers. Het stadion wordt vooral gebruikt voor voetbalwedstrijden, de voetbalclub Eskişehirspor maakt gebruik van dit stadion.

## Interlands
| Voetbalinterlands | Voetbalinterlands | Voetbalinterlands  | Voetbalinterlands | Voetbalinterlands    | Voetbalinterlands |
| №                 | Datum             | Wedstrijd          | Uitslag           | Competitie           | Toeschouwers      |
| ----------------- | ----------------- | ------------------ | ----------------- | -------------------- | ----------------- |
| 1                 | 27 maart 2017     | Turkije – Moldavië | 3–1               | Vriendschappelijk    | 34.930            |
| 2                 | 5 september 2017  | Turkije – Kroatië  | 1–0               | WK 2018 kwalificatie | 28.600            |
| 3                 | 6 oktober 2017    | Turkije – IJsland  | 0–3               | WK 2018 kwalificatie | 30.390            |
| 4                 | 25 maart 2019     | Turkije – Moldavië | 4–0               | EK 2020 kwalificatie | 29.456            |
| 5                 | 8 september 2023  | Turkije – Armenië  | 1–1               | EK 2024 kwalificatie | 31.740            |

Ali Sami Yen Spor Kompleksi (Galatasaray) ·
Antalyastadion (Antalyaspor) ·
Atatürk Olympisch Stadion (Fatih Karagümrük) · 
Başakşehir Fatih Terimstadion (Başakşehir) · 
Beşiktaş Park (Beşiktaş) · Çotanak Spor Kompleksi (Giresunspor) · 
Eryamanstadion (Ankaragücü) ·
Esenyurt Necmi Kadıoğlustadion (Istanbulspor) · 
Gaziantepstadion (Gaziantep) ·
Kadir Hasstadion (Kayserispor) ·
Kırbıyık Holdingstadion (Alanyaspor) ·
Konya Büyükşehir Belediyestadion (Konyaspor) ·
Nieuw Adanastadion (Adana Demirspor) · 
Nieuw Hataystadion (Hatayspor) ·
Nieuw Sivas 4 september-stadion (Sivasspor) ·
Recep Tayyip Erdoğanstadion (Kasımpaşa) ·
Şenol Güneşstadion (Trabzonspor) ·
Şükrü Saracoğlustadion (Fenerbahçe) ·
Ümraniye Gemeentelijk stadion (Ümraniyespor)
Alsancak Mustafa Denizlistadion (Altay) ·
Aktepestadion (Keçiörengücü) · 
Bandırma 17 september-stadion (Bandırmaspor) ·
Bodrum İlçestadion (Bodrumspor) ·
Bolu Atatürkstadion (Boluspor) · 
Bornova Aziz Kocaoğlustadion (Altınordu) ·
Çaykur Didistadion (Çaykur Rizespor) ·
Denizli Atatürkstadion (Denizlispor) ·
Eryamanstadion (Gençlerbirliği) ·
Eyüpstadion (Eyüpspor) ·
Gürsel Akselstadion (Göztepe) ·
Kazım Karabekirstadion (Erzurumspor) · 
Manisa 19 mei-stadion (Manisa) ·
Nieuw Adanastadion (Adanaspor) · 
Nieuw Malatyastadion (Yeni Malatyaspor) · 
Nieuw Sakaryastadion (Sakaryaspor) ·
Pendikstadion (Pendikspor) ·
Samsun 19 mei-stadion (Samsunspor) ·
Tuzla Belediyestadion (Tuzlaspor)
Balıkesir Atatürkstadion (Balıkesirspor) ·
Bursa Büyükşehir Belediyestadion (Bursaspor) · 
Nieuw Eskişehirstadion (Eskişehirspor) ·
Osmanlıstadion (Ankaraspor) · 
Spor Toto Akhisarstadion (Akhisar Belediyespor)